# Pascal Joseph de Ferro
 (mars 2025).
Pascal-Joseph Ferro, anobli de Ferro en 1805 (né à Bonn en 1753, mort à Vienne le 21 août 1809), est un médecin illuministe rhénan. Partisan de la doctrine pneumatique dans la lutte contre la tuberculose, il devint le premier médecin de Vienne et y fut un pionnier de l'hydrothérapie et de la vaccination (1799).

## Biographie
Fils d'un officier originaire de Trévise, il devint barbier chirurgien à 14 ans et servit comme chirurgien de camp dans un régiment de cavalerie du Palatinat de 1771 à 1775. Avec sa solde, il fréquenta ensuite l'université de Heidelberg, puis celle de Strasbourg et enfin, ayant obtenu une place d'assistant à l'hôpital de Parzmayer, à celle de Vienne où il obtint le grade de docteur. Il s'y acquit une brillante réputation. En 1793, il fut nommé conseiller d’État, et, sept ans plus tard, premier médecin pensionné de la ville de Vienne. 
Lors de la découverte de la chimie pneumatique, Fourcroy et Chaptal ayant fait des expériences qui constatèrent les effets nuisibles de l’oxygène dans la phtisie, Ferro soutint l’opinion opposée. Il fut réfuté par Scherer, et il s’engagea à ce sujet une polémique assez vive, dans laquelle Sprengel prétend que Ferro se défendit d’une manière peu délicate. Ce médecin s’occupa spécialement de tout ce qui regarde l’hygiène publique et la police médicale, et il fut chargé de faire au conseil d’Etat les rapports à ce sujet. En 1805, il fut anobli par l’empereur d’Autriche et décoré du titre de chevalier ; il fut aussi nommé vice-directeur de l’instruction médicale dans l’Empire.

## Œuvres
Les écrits qu’il a laissés sont : 
- De l’usage du bain froid (en allemand), Vienne, 1781, in-8° ; ibid., 1787, in-8°.
- De la contagion des maladies épidémiques, spécialement de la peste, (en allemand), Leipsick,1782, in-8°.
- Nouvelles recherches sur la contagion de la peste (en allemand), Vienne, 1787, in-8°.
- Ephemerides medicæ, Vienne, 1791, in-8° ; traduit en allemand par Rosenbladt. Gotha, 1795, in-8° ; Sprengel (Hist. de la médecine, tome 6) fait grand cas de cet ouvrage, et dit qu’il est écrit d’après l’esprit de Sydenham et de Stoll.
- Indication des moyens qui peuvent diminuer l’insalubrité des habitations sujettes aux inondations (en allemand), Vienne, 1792, in-8°.
- Essais sur de nouveaux remèdes, première partie (en allemand), Vienne, 1793, in-8°.
- Sur les propriétés de l’air vital (en allemand), Vienne, 1795, in-8°.

## Note
1. ↑  (de) Erna Lesky, Neue Deutsche Biographie, vol. 5, 1961 (lire en ligne), « Ferro, Pasqual von », p. 100

## Source
- « Pascal Joseph de Ferro », dans Louis-Gabriel Michaud, Biographie universelle ancienne et moderne : histoire par ordre alphabétique de la vie publique et privée de tous les hommes avec la collaboration de plus de 300 savants et littérateurs français ou étrangers, 2e édition, 1843-1865 [détail de l’édition], vol. 14, p. 22